# Чемпионат СССР по современному пятиборью 1960
VIII чемпионат СССР по современному пятиборью среди мужчин был проведен в Москве в июле 1960 года.
Медали разыгрывались в лично-командном первенстве. В турнире участвовало 58 пятиборцев от 16 команд, представлявшие союзные республики, Москвы и Ленинграда.
Главный судья — судья всесоюзной категории М. М. Бобров.
Чемпионат СССР являлся главным турниром спортивного сезона. Это были последние соревнования в системе отбора в команду СССР для участия в Олимпийских играх 1960 года в Риме. В чемпионате не смог принять участие один из основных членов сборной команды СССР Александр Тарасов (олимпийский чемпион 1956 года и чемпион мира 1957—1959 годов в команде, бронзовый призёр чемпионата мира 1959 года в личном первенстве). Несчастье постигло его на учебно-тренировочном сборе. Во-время прохождения конного кросса он упал вместе с лошадью, сломал два ребра и ключицу. В итоге Тарасов не смог выступить на чемпионате СССР и лишился возможности побороться за место в олимпийской сборной страны.

## Победители и призёры
| Место | Спортсмен         | Город, спортивный клуб    |
| ----- | ----------------- | ------------------------- |
| 1.    | Ханно Сельг       | Эстонская ССР · «Калев»   |
| 2.    | Николай Татаринов | Ленинград Советская Армия |
| 3.    | Борис Пахомов     | Москва · Вооруженные силы |

| Место | Команда       | Спортсмены                          |
| ----- | ------------- | ----------------------------------- |
| 1.    | Ленинград     | Александр Тарасов Николай Татаринов |
| 2.    | Москва        | В. Жданов Б. Пахомов О. Чувилин     |
| 3.    | Эстонская ССР | Москва · Х. Сельг                   |

## Верховая езда
3 июля 1960 года. г. Жуковский  Московская область.
Дистанция 2,7 км, 18 различных препятствий.
Неудача постигла трехкратного чемпиона мира в личном первенстве Игоря Новикова. Ему досталась 12-летняя лошадь по кличке Буря. На середине дистанции силы буквально покинули Бурю, она отказалась преодолевать препятствия и её пришлось вести до финиша буквально шагом. В итоге 0 очков и потеря возможности бороться за звание чемпиона Советского Союза. Так же вся команда Армении, в состав которой входили: Новиков, Виктор Захаренко и Рубик Григоров, получила нулевые очки.
*Результаты. Конный кросс. Личное первенство.
| Место | Спортсмен  | Республика спортивное общество | Время  | Очки |
| ----- | ---------- | ------------------------------ | ------ | ---- |
| 1.    | Х. Сельг   | Эстонская ССР · Калев          | 5.27,3 | 1000 |
| 2.    | А. Тарасов | Ленинград Динамо               | 5.35,7 | 1000 |
| 3.    | А. Певцов  | Москва · Динамо                | 5.43,0 | 1000 |

## Фехтование
4 июля 1960 года.
Фехтование с большим отрывом выиграл Игорь Новиков. Лидером после двух видов стал Ханно Сельг.
*Результаты. Личное первенство.
| Место | Спортсмен  | Республика спортивное общество | Победы | Очки |
| ----- | ---------- | ------------------------------ | ------ | ---- |
| 1.    | И. Новиков | Ереван · Динамо                | 46     | 1120 |
| 2.    | В. Жданов  | Москва · Спартак               | 41     | 1000 |
| 3.    | О. Чувилин | Московская область · Труд      | 41     | 1000 |

## Стрельба
5 июля 1960 года. Стрельбище «Динамо», Мытищи  Московская область.
В третий день спортсмены состязались в соревнованиях по стрельбе из пистолета. Первое место в стрельбе с великолепным результатом выиграл Сельг — 198 из 200 возможных.
*Результаты. Личное первенство.
| Место | Спортсмен  | Республика спортивное общество | Результат | Очки |
| ----- | ---------- | ------------------------------ | --------- | ---- |
| 1.    | Х. Сельг   | Эстонская ССР · «Калев»        | 198       | 1060 |
| 2.    | А. Лапе    | Латвийская ССР · «Даугава»     | 195       | 1000 |
| 3.    | О. Чувилин | Московская область · «Труд»    | 194       | 980  |

## Плавание
6 июля 1960 года. Москва. Бассейн «Чайка».
Дистанция 300 м вольным стилем. Ханно Сельг проплыл за 4.25,6 и практически обеспечил себе первое место в борьбе за звание чемпиона СССР.
*Результаты. Плавание. Личное первенство.
| Место | Спортсмен    | Республика спортивное общество   | Результат | Очки |
| ----- | ------------ | -------------------------------- | --------- | ---- |
| 1.    | Б. Пахомов   | Москва · Советская Армия         | 3.45,8    | 1075 |
| 2.    | И. Дерюгин   | Украинская ССР · Советская Армия | 3.50,3    | 1050 |
| 3.    | В. Захаренко | Армянская ССР · Динамо           | 3.54,0    | 1030 |

## Кросс
7 июля 1960 года.
Соревнования проходили на спортивной базе «Планерная» (в настоящее время- Олимпийский учебно-спортивный центр «Планерная»). Буквально за два года база «Планерная» преобразилась. Специально к будущему чемпионату мира 1961 года здесь построен новый конный манеж, 25-м бассейн, спортивный зал, тир с двумя галереями, гостиница. Здесь созданы все условия для проведения полноценных занятий и соревнований по современному пятиборью.
Кросс проходил по сильно пересеченной местности с многочисленными подъёмами и спусками.
Преодолев 4 км с результатом 14 мин.05,2 сек. первое место и звание чемпиона Советского Союза завоевал представитель Эстонии Ханно Сельг.
*Результаты. Кросс. Личное первенство.
| Место | Спортсмен     | Республика спортивное общество         | Результат | очки |
| ----- | ------------- | -------------------------------------- | --------- | ---- |
| 1.    | И. Ахвледиани | Москва · «Труд»                        | 13.36,0   | 1252 |
| 2.    | В. Алшевский  | ГВСГ Группа Советских войск в Германии | 13.51,8   | 1207 |
| 3.    | В. Захаренко  | Армянская ССР · Динамо                 | 14.00,5   | 1180 |
| 4.    | Б. Пахомов    | Москва · Вооруженные Силы              | 14.01,0   | 1177 |
| 5.    | Х. Сельг      | Эстонская ССР · «Калев»                | 14.05,0   | 1165 |

## Чемпионат СССР. Мужчины. Итоговые результаты
Личное первенство.
| Место | Спортсмен         | Спортивное общество       | время/очки  | победы/очки | результат/очки | 300 м время/очки | 4 км время/очки | Сумма |
| ----- | ----------------- | ------------------------- | ----------- | ----------- | -------------- | ---------------- | --------------- | ----- |
| 1.    | Ханно Сельг       | Эстонская ССР · «Калев»   | 5.27,3/1000 | 36/880      | 198/1060       | 4.25,6/875       | 14.05,2/1165    | 4980  |
| 2.    | Николай Татаринов | Ленинград Советская Армия | 5.53,2/960  | 39/952      | 190/900        | 4.21,7/895       | 14.10,0/1150    | 4857  |
| 3.    | Борис Пахомов     | Москва · Советская Армия  | 6.06,8/845  | 37/904      | 186/820        | 3.45,8/1075      | 14.01,0/1177    | 4821  |

Командное первенство.
| Дисциплина           | Золото                                                             | Серебро                                               | Бронза                            |
| Командное первенство | РСФСР · Ленинград · Александр Тарасов · Николай Татаринов · 14 059 | Москва · В. Жданов · Б. Пахомов · О. Чувилин · 13 376 | Эстонская ССР · Х. Сельг · 12 209 |